# Ascuris Planum
Ascuris Planum es una formación geológica de tipo planum en la superficie de Marte, localizada con el sistema de coordenadas planetocéntricas a 43.94 latitud N y 286.24° longitud E, que mide 617.66 km de diámetro. El nombre fue aprobado por la Unión Astronómica Internacional en el año 1991 y hace referencia a una de las características de albedo en Marte.